# برنت لیندفورس
برنت لیندفورس (فنلاندی: Berndt Lindfors; ۲۱ اکتبر ۱۹۳۲ – ۱۹ فوریهٔ ۲۰۰۹) ژیمناست هنری اهل فنلاند بود.